# Stefan de Walle
Stefan de Walle (Den Haag, 15 september 1965) is een Nederlands acteur. 
Voor zijn hoofdrol in De Marathon werd hij genomineerd voor de Gouden Kalf Beste Acteur en de Rembrandt Award Beste Acteur.

## Biografie

### Jeugd
De Walle werd geboren in Den Haag als zoon van twee beeldend kunstenaars. Op zijn zevende verhuisde hij naar Twello bij Deventer, waar hij naar de Wilpse Dijkschool ging. Daarna bezocht hij de Vrije School in Zutphen. Hij studeerde aan de Toneelschool Arnhem, waar hij in 1989 eindexamen deed.

### Theatercarrière
De Walle was van 1989 tot 2001 verbonden aan het Ro Theater in Rotterdam. Daarna sloot hij zich aan bij het Nationale Toneel, later het Nationale Theater, waar hij tot 2021 werkzaam was. Sindsdien werkt hij als freelancer.
In 1995 werd De Walle genomineerd voor de prestigieuze Louis d'Or en ontving hij de Rotterdam Award voor zijn rol in Angels in America . Acht jaar later, in 2003, volgde een tweede nominatie voor de Louis d'Or voor zijn vertolking van de titelrol in Cyrano de Bergerac. In 2007 werd hij tweemaal genomineerd voor de Toneel Publieksprijs dankzij zijn rollen in Maria Stuart en De Graaf van Monte Cristo uit 2006.
Zijn eerste winst van de Toneel Publieksprijs kwam in 2009 voor Kopenhagen. Het jaar daarop werd hij bekroond met de Arlecchino voor Beste Mannelijke Bijrol in De Kersentuin. Deze prijs won hij opnieuw in 2013 voor zijn rol in Speeldrift.

### Flodder
De Walle werd in 1993 bekend bij het grote publiek als zoon Kees in de televisieserie Flodder en de film Flodder 3, waarin hij de rol overnam van René van 't Hof. Een ingrijpende gebeurtenis in zijn leven was het plotselinge overlijden van collega Coen van Vrijberghe de Coningh in 1997, die een hartstilstand kreeg in zijn bijzijn. De Walle droeg de kist op diens begrafenis en bedacht samen met De Coningh het idee voor de aflevering Egotrip.
In 2007 speelde De Walle opnieuw in een productie van Dick Maas, de film Moordwijven. Door de vele herhalingen van Flodder stapte hij in 2008 met enkele collega’s naar de rechter wegens het uitblijven van een herhalingsvergoeding en werd in 2011 in het gelijk gesteld. In 2020 werkte hij mee aan de documentaire De Dick Maas Methode.

### Sinterklaas
Sinds 2011 vertolkt De Walle de rol van de landelijke Sinterklaas, als opvolger van Bram van der Vlugt. Hij werd voor deze eer gevraagd op aanbeveling van Van der Vlugt, met wie hij eerder samenwerkte in het theaterstuk Kopenhagen. De Walle is sindsdien een vertrouwd gezicht tijdens de landelijke intocht van Sinterklaas en in het Sinterklaasjournaal.

## Toneelrollen (incompleet)
Van 1989 tot 2001 speelde De Walle bij het Ro Theater. In 2001 sloot hij zich aan bij het Nationale Toneel.
- Het stenen bruidsbed (regie Johan Doesburg, 2013)
- Speeldrift (regie Casper Vandeputte, 2012/2013, bekroond met Arlecchino, de prijs voor beste mannelijke bijrol)
- Koninginnenacht (regie Franz Wittenbrink, 2011/2012)
- Midzomernachtdroom (regie Theu Boermans, 2011/2012, nominatie Toneel Publieksprijs)
- Faust I & II (regie Johan Doesburg, 2010/2011) met onder anderen Jaap Spijkers en Sophie van Winden
- De kersentuin (2010) met onder anderen Betty Schuurman en Anniek Pheifer, bekroond met Arlecchino
- Kopenhagen (2010, reprise) met onder anderen Bram van der Vlugt en Liz Snoijink. Winnaar Toneel Publieksprijs 2009.
- Glenn Gould (2010, reprise)
- Hollandse Spoor (2008/2009)
- Kopenhagen (2008/2009)
- Thuisreis (2007/2008)
- De Graaf van Monte Cristo (2007/2008, reprise)
- Glenn Gould (2007/2008)
- De Graaf van Monte Cristo (2006/2007, nominatie Toneel Publieksprijs)
- Maria Stuart (2006/2007, nominatie Toneel Publieksprijs)
- Democraten (2005/2006)
- Triptiek (2005/2006)
- De methode van Ribadier (2004/2005)
- Ivanov (2004/2005)
- Wachten op Godot (2003/2004)
- Cyrano de Bergerac (2003/2004, nominatie Louis d'Or)
- Het vuil, de stad en de dood (2003/2004, reprise)
- De dochters van King Kong (2002/2003)
- Het vuil, de stad en de dood (2002/2003)
- Gagarin Way (2001/2002)
- Verhalen uit het Wienerwald (2001/2002)
- Huis en Tuin (2001/2002)

## Filmografie (incompleet)

### Films
- Dubbel zes (2025) - Aernout
- Ome Cor (2022) - Meneer Dijkstra
- Mijn beste vriendin Anne Frank (2021) - Otto Frank
- Dorst (2018) - Wilbert
- Exportbabys (2018), televisie miniserie - Paul
- Dummie de Mummie en de tombe van Achnetoet (2017) - Meester Krabbel
- De crisiskaravaan (2016) - Vincent
- Hoe het zo kwam dat de ramenlapper hoogtevrees kreeg (2016) - De verteller
- Hallo bungalow (2015) - Tiebe Prins
- Oorlogsgeheimen (2014) - Nijskens
- De Marathon (2012) - Gerard
- De ontmaagding van Eva van End (2012) - Huub
- De vliegenierster van Kazbek (2010) - Winkelier, Ouderling
- Majesteit (2010) - Secretaris Generaal
- Held (2010) -  Donald
- Iep! (2010) - Vader Loetje
- Terug naar de kust (2009) - Vader
- Het Sinterklaasjournaal: De Meezing Moevie (2009) - Jan Boerefluitjes
- Hoe overleef ik mezelf? (2008) - Alexander "Apenbil"
- Moordwijven (2007) - Vieze klant
- Afblijven (2006) - Rechercheur 2
- De Sportman van de Eeuw (2006) - Hylke Meinsma
- Pluk van de Petteflet (2004) - Dokter
- Kees de jongen (2003) - Vader de Veer
- Verder dan de maan (2003) - Leraar
- Pietje Bell (2002) - Eierboer
- De vriendschap (2001) - Notaris
- Flodder 3 (1995) - Kees Flodder
- Eenmaal geslagen, nooit meer bewogen (1995) - Jozef
- Han de Wit (1990)

### Televisiefilm
- Heer & Meester (film) (2018) - Professor Kessens
- Het leven is vurrukkulluk (2018) - Kees Bakel
- Doodslag (2012) - Jos
- Witte vis (2009) - Peter
- De vogelaar (2006) - Vogeltjeskijker Johan
- Offers (2005) - Buiter
- Tussen twee mensen (2004) - Wouter
- Boy Ecury (2003) - Van Kuilenburg
- Bericht uit de bezemkast (1995) - Rol onbekend (Niet op aftiteling)
- Moordenaarskop (1994)
- Semmelweis (1994) - Semmelweis
- De allerbeste wervers (1993)

### Televisieserie

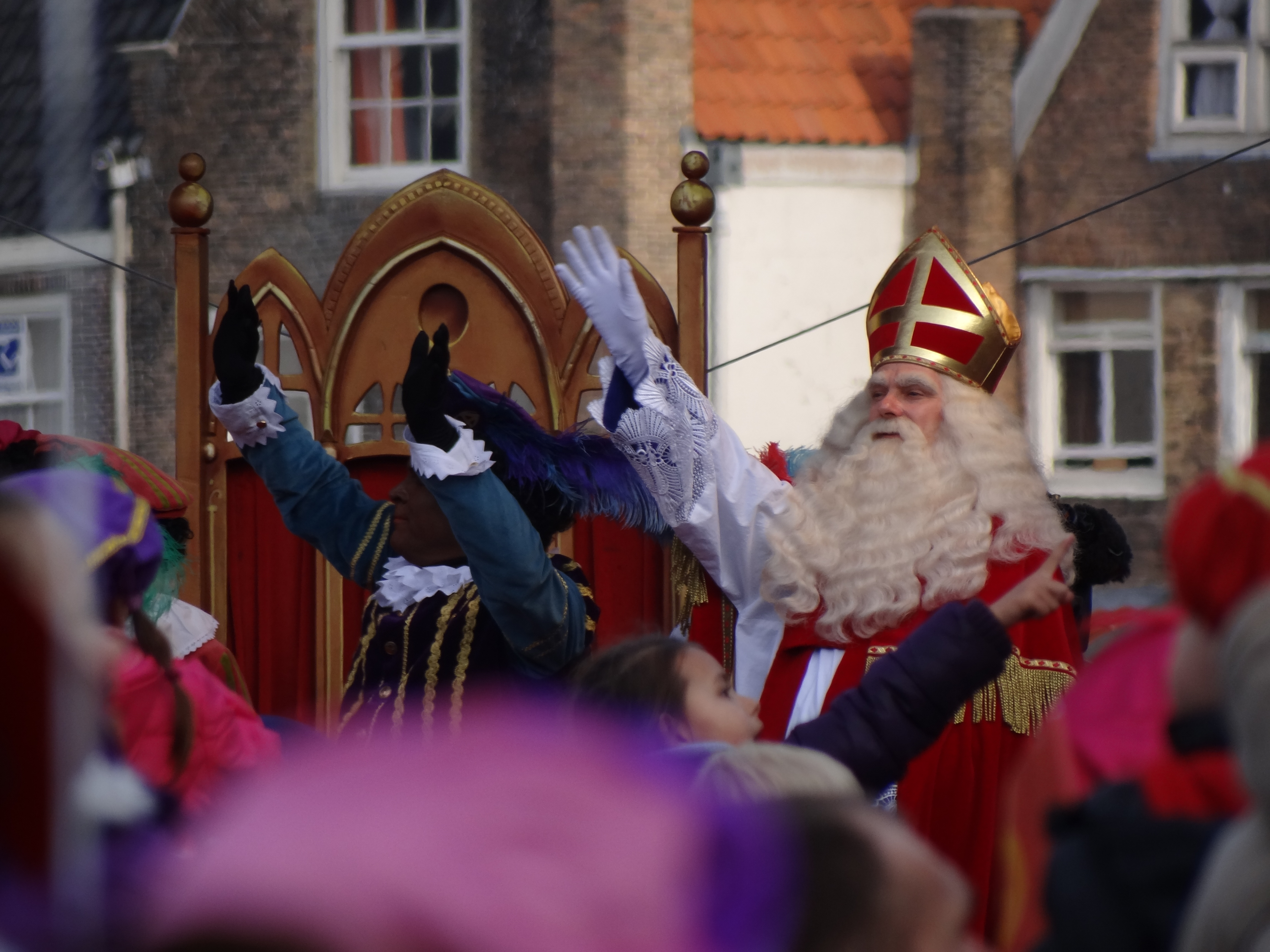
Stefan de Walle in Dordrecht (2011)

- Nieuw Zeer (2024) -Verschillende rollen
- Sinterklaasjournaal (2023) - Zichzelf
- Tweede Hans (2022) - Hans Tuitert
- Welkom in de Middeleeuwen (2022) -Verschillende rollen
- Welkom bij 70 jaar KinderTV (2021) - Adriaan
- Niks te melden (2020) — Nico Meijer
- Exportbaby (2018) - Paul
- Nieuwe buren (2014) - Jasper[6]
- Beatrix, Oranje onder vuur (2012) - Dries van Agt
- Seinpost Den Haag (2011) - Frankie van der Kloot (zwerver)
- Sinterklaasjournaal (2011-heden) - Sinterklaas
- Flikken Maastricht - De apotheker Dhr. Verschuren (Afl. 3, seizoen 4 - Heksen, 2010)
- Ti-ta-tovenaar (2009) - circusdirecteur
- Gooische Vrouwen - Dokter (Afl., Health & Body, 2007)
- Waltz - Huisarts (Afl., De ark van Willy, 2006)
- Koppels - Meneer Blok (5 afleveringen, 2006)
- Keyzer & De Boer Advocaten - Vincent van Os (Afl., Neukverlof, 2006)
- Sprint!- Dhr. Everaert (Afl., Jeepee, 2006)
- Parels & Zwijnen - Bril (Afl., De ring, 2005 en Lucy and Daisy, 2005)
- Sinterklaasjournaal (2004) - Kees Korst
- Hartslag - Meneer Tol (Afl., Als de lente komt, 2002)
- Baantjer - Kees van der Vlis (Afl., De Cock en de moord op de haringkoning, 2002)
- Intensive Care - Kees Blaauw (Afl., Het ongeluk, 2002)
- De vloer op - Verschillende rollen (Afl. onbekend, 2002-heden)
- Costa! - Freek (Afl., Zwoele nachten voor een sprookjespaar, 2001)
- Het onderpand (2000)
- Augias (2000)
- Wet & Waan - (Afl. 4., Habeas corpus, 2000)
- Goede daden bij daglicht (afl., Champs liegen niet,2000)
- In de clinch (2000)
- De aanklacht - Ambtenaar van de IND (Afl., De zaak: Omar Bayik, 2000)
- Leven en dood van Quidam Quidam (1999)
- De herders - (8 afl., 1999)
- Babes - Peer (14 afl., 1999)
- Wij Alexander - Willem van Dijck (Afl., Deel 3, 1998)
- Baantjer - Wim 'Van Eck' Janssen (Afl., De Cock en de moord op de buurman, 1998)
- Flodder - Kees Flodder (62 afl., 1993-1999)
- Dossier Deborah
- Unit 13 - Russo Brink (Afl., Deadline, 1996, Grof geschut, 1996)
- Zwarte sneeuw - Sigaar (afl. 1.4, 1996; afl. 1.8, 1996)
- Ovidius, de zoon van de zon (1996)
- Ko de Boswachtershow (1993)
- Sjans (1993) - (afl., Viermaal is scheepsrecht)
- Laura & Lena Fhijnbeenshow (1991)
- Sprookjes van de Zee (1990)

### Theater
- Hanna van Hendrik - Hendrik (2022)
- De Vergeten Twentse Lente (2023)

### Voice-over
- Tropenmuseum documentaire bij tentoonstelling (2004)
- 2003, 2004, diverse radio commercials
- Fanfare (film) (2002)
- Teleac documentaire 400 jaar Nederland/ Japan (2000)
- Meneer Rommel (televisieserie) (1992)